# Alparea
Alparea – wieś w Rumunii, w okręgu Bihor, w gminie Oșorhei. W 2011 roku liczyła 1105 mieszkańców.